# Jalognes
Jalognes é uma comuna francesa na região administrativa do Centro, no departamento Cher. Estende-se por uma área de 27,1 km². Em 2010 a comuna tinha 286 habitantes (densidade: 10,6 hab./km²).